# Station Sutton Coldfield
Sutton Coldfield is een spoorwegstation van National Rail in Sutton Coldfield, Birmingham in Engeland. Het station is eigendom van Network Rail en wordt beheerd door West Midland Trains.
Op 23 januari 1955 vond op dit station een ernstig spoorwegongeval plaats: een trein bereed de boog bij het station, waar een snelheidsbeperking van 30 mijl per uur gold, met een snelheid die geschat werd op 50 tot 60 mijl per uur, waardoor deze ontspoorde. De trein botste tegen de perrons, waarbij het eerste rijtuig verbrijzeld werd. Bij dit ongeval vielen 17 slachtoffers; er waren 25 gewonden.